# Geert den Ouden
Geert den Ouden (Delft, 24 luglio 1976) è un ex calciatore olandese, di ruolo attaccante.

## Carriera
Ha giocato nella massima serie dei campionati olandese, svedese e maltese.